# Центар за социјални рад
Центар за социјални рад је установа која пружа подршку деци, одраслима и остарелим лицима који се налазе у стањима потребе за подршком. Институција поливалентног типа коју оснива држава уз подршку локалне самоуправе. Спектар подршке је веома широк, обухвата како материјалне тако и нематеријалне облике подршке. Материјална подршка подразумева остваривање права на једнократне новчане помоћи, за лечење, куповину прехрамбених производа, огрева за зимски период, куповину лекова, одеће, обуће, прибора за школу... Поред ових једнократних помоћи, грађани у стањима веће потребе могу да остваре право на једнократне увећане помоћи, за реновирање куће, оштећења услед пожара, поплава и слично, куповину покућства, трошкове сахране и све оне потребе које захтевају веће материјалне издатке. Незапослене пунолетне особе које не поседују непокретну имовину која би им донела приходе (као што је стан за издавање, обрадива земља која се обрађује) могу да остваре право на Новчану социјалну помоћ, и то подразумева да ће имати редовне приходе сваког месеца у износу који ће одговорити на њихове основне потребе. 
Нематеријална подршка подразумева пружање помоћи и подршке у решавању бројних проблема са којима се грађани сусрећу. Најчешћи проблеми су породичне природе: породично насиље, злостављање, развод брака, поверавање деце једном од родитеља, пружање подршке у процесима смештаја тј. обезбеђивања стамбених услова за живот. Најчешћи смештај се реализује у Сигурној кући, Старачком дому, Материнском дому, Установи социјалне заштите у којој одрастају деца без родитељског старања, Васпитно поправну установу, Прихватилиште за децу и Прихватилиште за одрасле. Такође се смештај може реализовати у хранитељске породице како за децу тако и за одрасле. Центар за социјални рад поред обезбеђивања стамбених услова за живот, пружа подршку особама у чијем случају Основни суд донесе пресуду да не поседују пословну способност. У тим ситуацијама се у Центрима за социјални рад реализује рад на постављању старатеља над таквим особама или децом. То подразумева да стручни радници остварују сарадњу са потенцијалним старатељима, врше детаљну процену њихове личности, проверу правног и друштвеног статуса, да ли су осуђивани, кривично кажњавани, на основу којих мотива је њихова жеља да постану старатељи заснована, како би потом донели одлуку која је особа најбоља да буде постављена за старатеља. Правник на крају поступка израђује решење о постављању старатеља које доставља члановима породице, штићенику и локалној матичној служби како би се исто евидентирало. Током временског периода у којем је дете или особа под старатељством, Центар за социјални рад прати како се старатељ понаша према штићенику и да ли добро врши своју улогу. У случају да старатељ не ради како треба онда му се указује на грешке. Уколико грешке не могу да се исправе, Центар за социјални рад разрешава дужности старатеља и на његово место поставља другу особу која ће боље обавити ту врсту посла. Првенствено се води рачуна да особа која је под старатељством буде добро и оствари сва своја права. 
Центри за социјални рад су значајна подршка раду Основног суда, Основног јавног тужилаштва, Полицијским управама, образовним установама и медицинским установама. 
У ситуацијама када се, на пример, у болници лече особе које немају деце, блиске сроднике, ни пријатеље који би о њима бринули, у рад се онда се укључују стручни радници Центара за социјални рад. Када су особама на лечењу потребни лекови, пиџаме, разни препарати, овера здравствене књижице, тада се такође укључују социјални радници. 
Када се догоде ситуације да мајке после порођаја имају неки проблем због којег не могу самостално да брину о детету, укључује се Центар за социјални рад и обезбеђује за мајку и дете услове за живот, стамбене услове, свакодневну исхрану, гардеробу, пелене, подршку мајци и детету како психолошку тако и материјалну. Често се дешава да мајке заједно са децом остваре право на смештај у Матерински дом у Београду , који се налази у склопу комплекса домова у Звечанској. У Материнском дому мајка са дететом може да живи од три до пет година а наведени период је сасвим довољан да се она опорави од порођаја, и оспособи за самосталан живот, да уколико није до сада, заврши школу, научи занат, сходно томе шта жели да ради, да почне да самостално зарађује, дете упише у вртић како би имала подршку ресурса док је на послу. Дакле док породица заједно са дететом не порасте и не осамостали се Центар за социјални рад је ту да породицу чува и да о њој брине. 
Када је реч о деци без родитељског старања Центар за социјални рад има велики систем подршке. Деца без родитељског старања остварују право на старатеља који ће уместо родитеља вршити све оне дужности како би њихова права била покривена. Психолошко-педагошка подршка се деци пружа у процесу прихватања ситуације која је узроковала одсутност родитеља у животу деце. Некада се на жалост догоди да родитељи премину, некада да се разболе, па да због болести нису у могућности да брину о деци, некада се дешава да родитељи због почињених неких кривичних дела морају да оду на издржавање затворске казне. разлози су бројни, а дешава се у неким ситуацијама и да се родитељи понашају према деци насилно и агресивно, да децу повређују и у тим ситуацијама Центар за социјални рад обезбеђује деци сигурност и безбедност. Упоредо са тим ради са родитељима да се побољшају као родитељи , и науче како боље да се понашају према деци, и како да их васпитавају без ризика од тога да ће их повредити. Деца без родитељског старања су деца о којој родитељи не могу да се брину. О њима могу да брину старија браћа и сестре под условом да су пунолетни и способни да чувају децу, рођаци, баке и деке. У ситуацијама када рођаци не могу да брину о њима онда Центар за социјални рад деци пружа могућност да одрастају у хранитељским породицама, или у установама социјалне заштите које су предвиђене за одгајање деце без родитеља. Деца добијају водитеља случаја, старатеља, педагога, психолога, лекара, васпитаче и васпитачице, хранитеље који преузимају бригу о њима и обезбеђују им све шта им је потребно да израсту у велике људе, првенствено љубав, пажњу, негу и емотивну подршку а потом и све остало шта је деци потребно да израстају здраво и што безбедније и срећније.   
Када деца одрастају у систему социјалне заштите Центар за социјални рад сарађује са школом у коју деца похађају школску наставу, стручни радници разговарају са разредним старешинама, воде рачуна да деца као и сва остала деца из школе путују на школске екскурзије, имају одговарајуће књиге, прибор за школу и сву ону опрему која им је потребна у образовном развоју.   
Када се догоди да деца и омладина старија од 14 година, из неког разлога учине неки саобраћајни прекршај, или кривично дело, и када суд покрене поступак против малолетне деце како би их научио да се понашају примерено и у складу са законом, тада се укључује Центар за социјални рад, и пружа подршку деци и младима у процесу учења правилног  понашања. Јако је важно да деца и млади људи знају да поштују Закон о саобраћају, и Кривични закон наше земље. Најчешће грешке у понашању адолесцената су прелазак на црвено светло, прелазак улице мимо пешачког прелаза, вожња мопеда без одговарајуће дозволе и кациге, учествовање у крађи, тучама или неким другим кривичним делима. Захваљујући Центру за социјални рад деца и млади науче правилно понашање како би избегли озбиљније кажњавање.   
Центар за социјални рад је установа која има веома бројне задатке у решавање проблема са којима се свакодневно сусрећемо. Када приметимо да деца просе на улици, ми зовемо Центар за социјални рад.Када видимо да је наш комшија који је стар толико немоћан да сам не може да почисти кућу, ми зовемо Центар за социјални рад да обезбеди долазак геронто домаћице која ће радити кућне послове и помоћи му да има пристојне услове за живот. Када чујемо да се неко свађа, туче ми ћемо позвати полицију да пријавимо насиље, а полицијски службени ће одмах контактирати за подршку Центар за социјални рад. 
Проблеми у чијем решавању учествује Центар за социјални рад су толико бројни да се не никада не могу сви набројати. Услуге се свакодневно шире и повећавају. У центрима за социјални рад раде и психотерапеути, у склопу центара се отварају породична саветовалишта, локалне услуге као што су дневни боравак, самостално становање, прихватилишта, саветовање, помоћ у кући... 
Центар за социјални рад има јавна овлашћења у области решавања о правима грађана из области социјалне заштите, остваривања улоге органа старатељства, превентивних делатности као и праћења и проучавања социјалних проблема. Функције центра за социјални рад укључују и остваривање социотерапијских услуга и третмана широког спектра социопатолошких поремећаја различитих категорија корисника. Стручна организација у центру за социјални рад заснива се на стандардима и етици социјалног рада, уз учешће стручњака различитих профила: социјалних радника, психолога, педагога, специјални педагога, андрагога, правника, а по потреби и других стручњака. Сваки Центар за социјални рад има стручњаке који могу да раде са децом, одраслима и остарелим лицима, дакле са особама свих старосних доби, оба пола и свих националности. Када се догоди да у нашу земљу бораве деца и људи из иностранства и тада се Центар за социјални укључује у подршку уколико је то потребно људима и деци. Центар за социјални рад је такође ангажован на случајевима трговине децом и људима, и у процесима пружања подршке на случајевима малолетничких бракова. Поред свега наведеног у Центрима за социјални рад се подносе захтеви за Туђу негу и помоћ од стране лица која нису пензионери. 
Послови које обавља Центар за социјални рад су веома бројни, самим тим је и одговорност ове установе веома велика. Стручни радници се континуирано усавршавају и континуирано уче, како би могли да одговоре на изазове данашњице и потребе деце и грађана којима подршку пружају. У просеку око пет пута годишње сваки стручни радник учествује у процесу едукације . Најкомплекснији проблеми са којима може да се среће човек, спадају у домен рада Центара за социјални рад. Од почетка пандемије настале због вируса ковид19  додатно су се стручни радници Центра за социјални рад ангажовали на осигурању безбедности и подршци у лечењу  оболелих пацијената, и пружању подршке њиховим породицама. 

Када је реч о Правилнику и стандардима у  вршењу јавних овлашћења,  у складу са законом, Центар за социјални рад одлучује о:  
1. остваривању права на материјално обезбеђење; 
2. остваривању права на додатак за помоћ и негу другог лица; 
3. остваривању права на помоћ за оспособљавање за рад; 
4. остваривању права на смештај у установу социјалне заштите; 
5. остваривању права на смештај одраслог лица у другу породицу; 
6. хранитељству; 
7. усвојењу; 
8. старатељству; 
9. одређивању и промени личног имена детета; 
10. мерама превентивног надзора над вршењем родитељског права;
У вршењу јавних овлашћења, центар, у складу са законом, обавља следеће послове:
- спроводи поступак посредовања - медијације у породичним односима (мирење и нагодба); 
- доставља налаз и стручно мишљење, на захтев суда, у парницама у којима се одлучује о заштити права детета или о вршењу, односно лишењу родитељског права; 
- доставља, на захтев суда, мишљење о сврсисходности мере заштите од насиља у породици коју је тражио други овлашћени тужилац; 
- пружа помоћ у прибављању потребних доказа суду пред којим се води поступак у спору за заштиту од насиља у породици; 
- спроводи поступак процене опште подобности хранитеља, усвојитеља и старатеља; 
- врши попис и процену имовине лица под старатељством; 
- сарађује са јавним тужиоцем, односно судијом за малолетнике у избору и примени васпитних налога; 
- спроводи медијацију између малолетног учиниоца и жртве кривичног дела; 
- подноси извештај о испуњењу васпитног налога јавном тужиоцу, односно судији за малолетнике; 
- присуствује, по одобрењу суда, радњама у припремном поступку против малолетног учиниоца кривичног дела (саслушање малолетног учиниоца кривичног дела, саслушање других лица), ставља предлоге и упућује питања лицима која се саслушавају; 
- доставља мишљење суду пред којим се води кривични поступак против малолетника у погледу чињеница које се односе на узраст малолетника, чињеница потребних за оцену његове зрелости, испитује средину у којој и прилике под којима малолетник живи и друге околности које се тичу његове личности и понашања; 
- присуствује седници већа за малолетнике и главном претресу у кривичном поступку против малолетног учиниоца кривичног дела; 
- обавештава суд надлежан за извршење заводске васпитне мере и орган унутрашњих послова када извршење мере не може да започне или да се настави због одбијања или бекства малолетника; 
- стара се о извршењу васпитних мера посебних обавеза; 
- проверава извршење васпитне мере појачаног надзора од стране родитеља, усвојитеља или старатеља и указује им помоћ у извршењу мере; - проверава извршење васпитне мере појачаног надзора у другој породици и указује помоћ породици у коју је малолетник смештен;
- спроводи васпитну меру појачаног надзора од стране органа старатељства тако што се брине о школовању малолетника, његовом запослењу, одвајању из средине која на њега штетно утиче, потребном лечењу и сређивању прилика у којима живи; 
- стара се о извршењу васпитне мере појачаног надзора уз обавезу дневног боравака у установи за васпитавање и образовање малолетника, 
- доставља суду и јавном тужиоцу за малолетнике извештај о току извршења васпитних мера о чијем се извршењу стара; 
- предлаже суду доношење одлуке о трошковима извршења васпитних мера; 
- обавља друге послове утврђене законом. 
Центар у вршењу јавних овлашћења пружа услуге социјалног рада и покреће судске поступке када је законом на то овлашћен.

У Србији има 136 Центара за социјални рад  који су на услузи грађанима 24 сата дневно. Дежурства стручних радника су организована тако да се грађанима може пружити подршка како викендом тако и током ноћи. 